# Anton von Nagel zu Aichberg

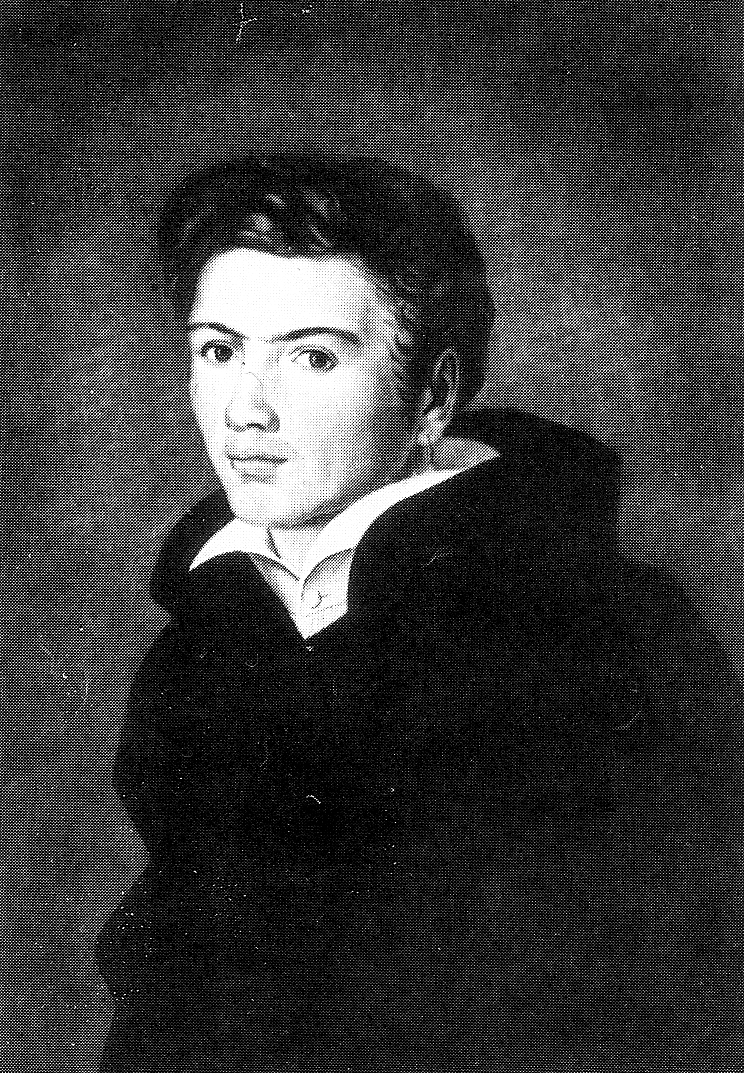
Anton von Nagel zu Aichberg

Anton von Nagel zu Aichberg (* 27. September 1798 in Wien; † 16. November 1859 in Amberg) war ein deutscher Verwaltungsbeamter und Politiker.

## Leben
Nagel zu Aichberg studierte nach dem Gymnasialabschluss 1817 am (heutigen) Wilhelmsgymnasium München  ab 1818 Rechtswissenschaft an der Universität Landshut und war dort Gründer des Corps Isaria. 1821 wurde er Rechtspraktikant am Landgericht in Weilheim, 1824 Akzessist am Kreis- und Stadtgericht in München, 1826 am Appellationsgericht Landshut, 1828 am Landgericht Weilheim, 1829 Beamter am Landgericht Schongau, im gleichen Jahr 2. Assessor am Landgericht Miesbach, 1832 1. Assessor am Landgericht Weilheim, 1840 Landrichter am Landgericht in Oberviechtach, 1849 Landrichter am Landgericht und Stadtkommissär in Amberg.
Vom 18. Mai 1848 bis 7. Mai 1849 war Nagel zu Aichberg Mitglied der Frankfurter Nationalversammlung. Er gehörte der Fraktion Café Milani an und votierte gegen die Wahl Friedrich Wilhelms IV. zum Kaiser der Deutschen.